# Klomnock
Klomnock – szczyt w Alpach Gurktalskich, paśmie Alp Noryckich, części Alp Wschodnich. Leży w Austrii w Karyntii.
Leży na zachód od Rosennock, a na południe od Rinsennock. Sąsiaduje z Mallnock (2226 m). Ze szczytu widać między innymi: Schladminger Tauern na północy, Wysokie Taury na zachodzie oraz Alpy Julijskie na południu.